# Kazan Ansat
Kazan Ansat je lahki večnamenski helikopter ruskega proizvajalca Kazan Helicopters. Helikopter je prvič poletel avgusta 1999, vendar je v uporabo vstopil šele leta 2013. Uporablja se za prevoz do 10 potnikov ali pa 1000 kg tovora v notranjosti ali pa 1300 kg na zunanji kljuki. 
Ansat ima štirikraki glavni rotor in dvokraki repni rotor. Za pogon uporablja dva zahodna turbogredna motorja Pratt & Whitney Canada PW207K, vsak s 630 konjsikimi silami. Obstaja možnost uporabe ukrajinskih motorjev Motor Sich MS-500V.
Verzija Kazan Ansat-2RC se bo uporabljala kot lahki jurišnik.

## Specifikacije
Podatki iz Jane's All The World's Aircraft 2003–2004, Jackson 2003, pp. 378–379
Splošne značilnosti
- Posadka: 1 ali 2
- Število sedežev: 10 potnikov ali do 1300 kg tovora
- Dolžina: 13,76 m (45 ft 2 in)
- Višina: 3,40 m (11 ft 2 in)
- Teža praznega letala: 1.900 kg (4.189 lb)
- Bruto teža: 3.000 kg (6.614 lb)
- Maks. vzletna teža: 3.300 kg (7.275 lb)
- Pogon letala: 2 × Pratt & Whitney Canada PW207K turbogredni motor, 470 kW (630 hp) vsak
- Premer glavnega rotorja:  11,50 m (37 ft 9 in)
- Površina glavnega rotorja: 103,87 m2 (1.118,0 sq ft)

Zmogljivost
- Maks. hitrost: 275 km/h (171 mph; 148 kn)
- Potovalna hitrost: 250 km/h (155 mph; 135 kn)
- Neprekoračljiva hitrost: 285 km/h (177 mph; 154 kn)
- Doseg: 540 km (336 mi; 292 nmi)
- Višina leta: 4.500 m (14.764 ft)
- Hitrost vzpenjanja: 21,5 m/s (4.230 ft/min)